# 이슈토크 쩐
이슈토크 쩐은 연합인포맥스와 연합뉴스TV가 공동 제작하는 주간 토크 쇼이다.

## 출연진
- 장희영 MC
- 김경훈 기자(연합인포맥스 산업증권부장)
- 임방글 변호사

## 전 출연진
- 곽수 경제평론가
- 장진영 변호사
- 류여해 교수